# Karp
Karp — американская постхардкор-группа из Тумуотера, штат Вашингтон, которая образовалась в 1990 году и просуществовала до 1998 года. Группа была сформирована Крисом Смитом (он же «Slayer»), Джаредом Уорреном и Скоттом Джерниганом. Они выпустили три полноформатных альбома под названиями Mustaches Wild, Suplex и Self Titled LP. Они также выпустили несколько EP и 7-дюймовых пластинок.
Karp смешали элементы хардкор-панка и метала в стиле Melvins с уклоном в сторону поп-звучания. Название группы вдохновлено информационным бюллетенем/журналом, который Смит выпускал в старшей школе, и является аббревиатурой, которая расшифровывается как «Kill All Redneck Pricks» (с англ. — «Убить всех деревенщин»). Их часто используемый логотип орла с расправленными крыльями был модификацией логотипа «Blue Eagle» несуществующей Национальной администрации восстановления. Их записи были выпущены несколькими лейблами, связанными с Северо-Западом, такими как K Records, Kill Rock Stars и Punk in My Vitamins.
Участники продолжили играть с Tight Bro's from Way Back When, The Whip, Dead Air Fresheners, Big Business и Melvins. Барабанщик Скотт Джерниган погиб в результате несчастного случая на лодке 10 июня 2003 года.
Нью-йоркский документалист Билл Бэджли (из рок-группы Federation X) выпустил документальный фильм о группе под названием Kill All Redneck Pricks, предварительный просмотр которого был показан в Сиэтле 22 октября 2009 года.

## Дискография
Альбомы
- Mustaches Wild 10-inch/LP/CD, K Records (1994)
- Suplex CD/LP, K Records (1995)
- Self Titled LP CD/LP, K Records (1997)
- Action Chemistry CD (singles compilation), Punk in My Vitamins (2001)

Синглы и мини-альбомы
- I'd Rather Be Clogging 7-inch Punk in My Vitamins
- I'm Done 7-inch Punk in My Vitamins
- Freighty Cat EP 7-inch Atlas
- We Ate Sand 7-inch, K Records (1996)
- Prison Shake 7-inch, Up Records

Участие в сборниках и сплиты
- Karp / Rye Coalition split CD/12", Troubleman Unlimited
- Bostonot compilation: "Let Me Take You Home Tonight" – Face the Music Records FTM-4
- Jabberjaw: Good to the Last Drop 7-inch Mammoth
- Karp/Long Hind Legs split 7-inch, Karate Brand
- Stars Kill Rock CD/LP, Kill Rock Stars
- Julep compilation CD/LP, Yoyo Recordings, 1993